# Нагиев, Адиль Акиф оглы
Адиль Акиф оглы Нагиев (азерб. Nağıyev Adil Akif oğlu; род. 11 сентября 1995, Баку) — азербайджанский футболист, защитник.

## Биография
Адиль Акиф оглы Нагиев родившийся 11 сентября 1995 года в Баку. Является воспитанником футбольного клуба «Интер» Баку в детской секции которого начинал свои выступления с 9 летнего возраста. Первым тренером футболиста был Роман Джафаров. Выступал за клуб «Интер» до 17 летнего возраста, пройдя путь от детской до юношеской возрастных категорий. Последние годы в клубе «Интер» играл за дублирующий состав. С 2014 года является студентом факультета игровых видов спорта (футбол) Азербайджанской государственной академии физической культуры и спорта.

## Клубная карьера

### Чемпионат
Профессиональную карьеру футболиста начал в 2013 году с выступления в составе бакинского АЗАЛа. Проведя в стане «летчиков» два сезона, в январе 2014 года переходит на правах аренды в бакинскую команду «Зиря», ведущую борьбу в первом дивизионе. В 2015 году клуб получает право выступления в премьер-лиге. Получив от бывшей команды статус свободного игрока Адиль Нагиев заключает летом 2015 года трёхлетний контракт с ФК «Зиря». В первой же игре чемпионата, что состоялась 9 августа 2015 года в Баку, дебютировал в составе нового клуба против своей бывшей команды АЗАЛ.
15 июня 2024 года «Шамахы» подписал однолетний контракт с Нагиевым. 10 декабря 2024 года клуб объявил о расторжении его контракта.
Статистика выступлений в чемпионате Азербайджана по сезонам:
| № | Сезон       | Клуб   | Игр | В запасе | Голов |
| - | ----------- | ------ | --- | -------- | ----- |
| 1 | 2013 / 2014 | АЗАЛ   | 0   | 3        | 0     |
| 2 | 2014 / 2015 | АЗАЛ   | 0   | 8        | 0     |
| 3 | 2015 / 2016 | «Зиря» | 1   | 0        | 0     |

## Сборная

### U-17
Дебютировал в составе юношеской сборной Азербайджана до 17 лет 25 октября 2011 года в хорватском городе Ровинь, в отборочном матче Чемпионата Европы среди футболистов до 17 лет, против сборной Хорватии, завершившейся победой сборной Азербайджана со счётом 2:1. Провёл на поле все 90 минут матча.

### U-19
Дебютным матчем в составе юношеской сборной Азербайджана до 19 лет стала игра против сборной Ирландии 10 октября 2013 года, прошедшая в городе Энгельхольм, в отборочном матче Чемпионата Европы среди футболистов до 19 лет, против сборной Ирландии. Провёл на поле всю игру и был отмечен жёлтой карточкой на 63-й минуте.

### U-21
Первую игру в составе Олимпийской сборной Азербайджана провёл 17 июня 2015 года, в квалификационном матче Чемпионата Европы против сборной Фарерских островов в городе Тофтир, завершившимся победой гостей со счетом 1:0. Отыграл при этом все 90 минут матча.